# FC Schalke 04
FC Schalke 04 este un club german de fotbal din cartierul Schalke, Gelsenkirchen. Schalke este unul dintre cele mai populare cluburi de fotbal din Germania chiar dacă succesele au fost foarte rare începând cu anii 1940. Echipa de fotbal este parte a unui club sportiv mai mare, care are circa 66,000 de membri (septembrie 2007). Clubul mai are în componență echipe de baschet și handbal. Schalke 04 a câștigat primul său trofeu european în 1997, atunci când a învins-o după lovituri de departajare pe Internazionale Milano în finala Cupei UEFA, chiar în Milano.

## Istoric

### Primii ani
Clubul a fost fondat pe 4 mai 1904 sub numele de Westfalia Schalke de un grup de liceeni, primele culori ale clubului fiind roșu și galben. Echipa nu a reușit să fie primită în Westdeutscher Spielverband, jucând ca o „asociație sălbatică” a fotbalului timpuriu al Germaniei. În 1912, după un număr de ani în care a încercat să intre în liga oficială, Schalke fuzionează cu clubul Schalker Turnverein 1877 pentru a le facilita promovarea. Înțelegerea a ținut până în 195 când SV Westfalia Schalke a devenit din nou un club independent, după care cele două s-au unit iar sub numele de Turn- und Sportverein Schalke 1877. Noul club a câștigat primul său trofeu în 1923, ieșind campionii ligii regionale Schalke Kreisliga. În jurul acestor momente, Schalke și-a primit porecla de Die Knappen (Minerii), pentru că majoritatea jucătorilor și suporterilor proveneau de la minele de cărbuni din jurul orașului Gelsenkirchen.
În 1924 cele două echipe de despart din nou, președintele clubului Schalker Turnverein 1877 rămâne însă la Westfalia Schalke. Au schimbat numele în FC Schalke 04 și au adoptat culorile tradiționale albastre și albe, de unde a derivat și noua poreclă - Die Königsblauen (Albaștrii Roiali). În anii următori , a devenit echipa dominantă în regiune, bazându-se pe un sistem de joc care folosea pase scurte și repezi, sistem care mai târziu devine faimosul "Schalker Kreisel".

### Începutul dominației
Clubul, de acum popular, și-a construit un nou stadion, Glückauf-Kampfbahn, în 1928, și își schimbă numele (din respect pentru oraș) în FC Gelsenkirchen-Schalke 04. Au câștigat primul campionat de vest al Germaniei în 1929, însă anul următor au fost sancționați pentru depășirea limitei de salarizare stabilită de către ligă, fiind suspendați aproape jumătate de an. Suspendarea nu a avut un mare impact pentru popularitatea clubului: la primul meci de la revenire, împotriva echipei Fortuna Düsseldorf în iunie 1931, au asistat la meci nu mai puțin de 70,000 de spectatori.
Odată cu reorganizarea fotbalului german în 1933, după venirea Partidului Nazist la putere, Schalke 04 a ajuns în Gauliga Westfalen, una dintre diviziile de top stabilite să înlocuiască numeroasele ligi regionale și locale care se considerau cele mai puternice din țară. După mulți ani de dominație la nivel regional, Schalke debutează în cele din urmă în liga națională, într-un 0:3 împotriva echipei Düsseldorf. Din 1933 până la 1942, clubul reușește cea mai bună perioadă din istorie: joacă de 14 ori în finalele naționale (campionat) și 8 finale de cupă (Tschammerpokal). 
.

### Perioada de după război
Din cauza haosului care se alfa în Germania după cel de-al doilea război mondial, Schalke a jucat doar două meciuri în 1945. Au continuat să joace după terminarea ostilităților, continuând să fie un club puternic. Au stabilit un record în divizia națională, cu un 20:0 împotriva lui SpVgg Herten. În 1947 s-au clasat pe poziția a șasea iar anul următor au căzut până pe 12. Le va lua până la mijlocul anilor '50 să își revină la forma inițială. Au terminat pe locul 3, în 1954 după o luptă în 3 pentru titlu, decis în ultima etapă. Anul următor au ajuns în finala cupei pe care au pierdut-o însă cu 2:3 în fața echipei Karlsruher SC. Ultimul campionat pe care Schalke l-a luat , este în 1959, după o victorie cu 3:0 împotriva lui Hamburg.

### Scandalul din 1971
În 1971, o parte a jucătorilor și a oficialilor au fost acuzați că au luat mită. Investigațiile
au arătat ca Schalke a pierdut deliberat meciul cu Arminia Bielefeld cu scorul de 0:1. Ca urmare, o parte a jucătorilor au fost suspendați pe viață, printre care Klaus Fischer, "Stan" Libuda și Klaus Fichtel - componenți ai echipei naționale.

### Criza și revenirea
În 1973, clubul s-a mutat pe Parkstadion, nou construit pentru Cupa Mondială din 1974, cu o capaciate de 70,000 de spectatori. După terminarea scandalului, clubul și-a mai revenit, terminând pe poziția secundă la doar un punct în spatele lui Borussia Mönchengladbach.
La începutul anilor '80, Die Knappen au retrogadat în liga a doua. Au revenit în 1984, și după ce au mai căzut o dată în 1988, promovează în 1992. Câștigă primul trofeu, după campionatul din 1958, după victoria împotriva lui Internazionale Milano în 1997, după lovituri de la departajare.

### Ultimii ani
Ultimii 3 ani au fost de succes pentru Schalke, terminând pe locul 3 în 2005, 4 în 2006 și 2 în 2007. Pe 9 octombrie 2006, compania rusă Gazprom a devenit noul sponsor al clubului. Aceasta va investi 125 milioane $ în următorii 5 ani și jumătate.

## Stadionul

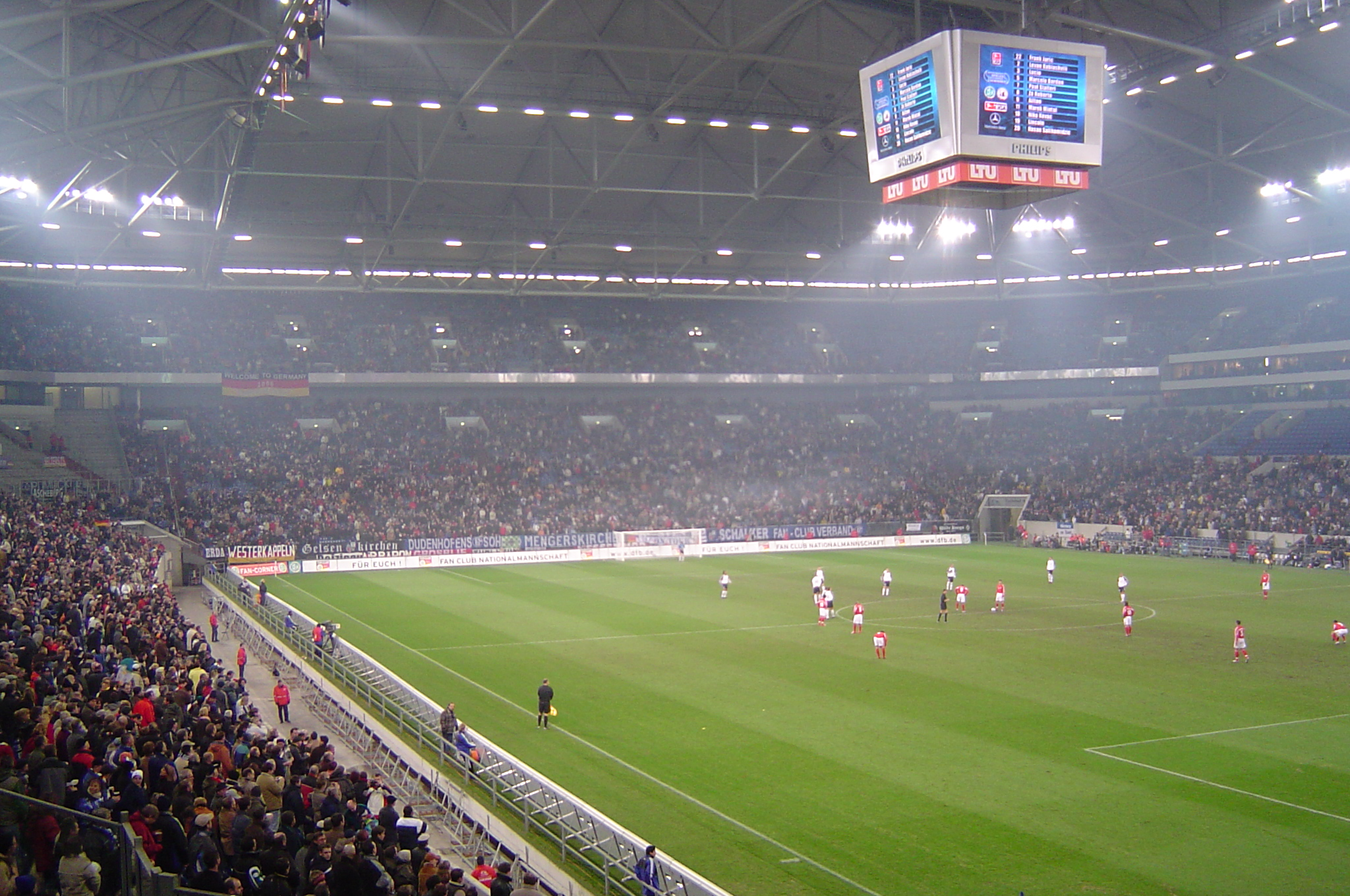
Stadionul Veltins-Arena

Stadionul clubului, Veltins-Arena, sponsorizat de o firmă de bere, a fost construit în 2001 și are o capaciate de 61,482 de spectatori. Este unul dintre cele mai moderne stadioane din Europa având cele mai bune facilități.

## Trivia
- Mascota clubului este numită Erwin (sau Ährwin).
- Papa Ioan Paul al II-lea a fost membru onorific al clubului din 1987.
- Schalke a fost menționat în filmul Das Boot.
- Rivala lui Schalke este clubul Borussia Dortmund și este înfrățită cu 1.FC Nürnberg.

## Cântecele echipei
- Blau und weiss wie lieb ich Dich (Albastru și Alb cât vă iubesc)
- Königsblauer S04 (Albaștri Regali SO4)
- Opa Pritschikowski

## Palmares
- Campionii Germaniei: 1934, 1935, 1937, 1939, 1940, 1942, 1958
- Cupa Germaniei: 1937, 1972, 2001, 2002, 2011
- Cupa Ligii: 2005
- Cupa UEFA: 1997
- Cupa delle Alpi: 1968
- Cupa Intertoto: 2003, 2004

## Jucători reprezentativi
- Ailton
- Rüdiger Abramczik
- Hamit Altıntop
- Jörg Böhme
- Bernard Dietz
- Thomas Dooley
- René Eijkelkamp
- Klaus Fischer
- Frode Grodås
- Tomasz Hajto
- Mike Hanke
- Kurt Jara
- Helmut Kremers
- Radoslav Látal
- Jens Lehmann
- Lincoln
- Hami Mandıralı
- Enver Marić
- Martin Max
- Andreas Möller
- Émile Mpenza
- Youri Mulder
- Jiří Němec
- Norbert Nigbur
- Christian Poulsen
- Oliver Reck
- Frank Rost
- Rolf Rüssmann
- Ebbe Sand
- Harald Schumacher
- Olaf Thon
- Moritz Volz
- Nico Van Kerckhoven
- Sven Vermant
- Tomasz Wałdoch